# لوکوس سیرولئوس
لوکوس سیرولئوس (به انگلیسی: Locus coeruleus) (\-si-ˈrü-lē-əs\ ) هسته‌هایی است در پل مغز که در ایجاد پاسخ‌های تنیدگی و هراس دخالت دارد.